# William Thompson (ski)
Pour les articles homonymes, voir William Thompson et Thompson.
William Thompson, né le 18 mai 1905 à Kemptville et mort le 3 avril 1994 à Nepean, est un skieur canadien.

## Biographie
William Thompson est originaire de Kemptville, en Ontario, et il a grandi et vécu à Westmount, au Québec. Il est le fils de Henry B. Thompson et de Clarissa Helen Dickson. Il compte trois frères et sœurs : Stewart, Helen et Margaret. 
Pendant les années 1920, il est l'un des meilleurs fondeurs nord-américain. Il remporte en 1924, 1925 et 1926 le championnat universitaire canadien de ski de fond. Il signe des places d'honneurs au Caranal d'hiver du Dartmouth College et des victoires lors de courses universitaires à Lake Placid. En 1927, William Thompson termine deuxième et premier canadien du 10 km de ski de fond lors du championnat du Canada de ski,. En 1928, il participe aux Jeux olympiques de St-Moritz et son meilleur résultat est une 38e place sur le 18 km de ski de fond.
Il est étudiant à l'Université McGill et capitaine de l'équipe d'athlétisme durant deux ans. Il est l'un des fondateurs du club de ski de l'Université et président du club pendant quatre ans. En 1928, il obtient un baccalauréat en sciences et en arts. Il est entre 1929 et 1936 entraîneur au club de l'Université.
Entre 1934 et 1936, il est élu président de l'association canadienne de ski amateur. Pendant cette période, il travaille avec Nels Nelsen et Kennington Hague et le nombre de clubs affiliés passe de 19 à 62. Quelques années plus tard, il devient président du Club de golf Royal Montréal. Enfin, il est l'un des directeurs du musée du ski canadien (en). Sur le plan professionnel, il occupe plusieurs postes au sein d'entreprises du secteur de la chimie au Québec.
En 1994, il meurt au Queensway Carleton Hospital (en). Il est enterré au cimetière de Belleville (en).

## Honneurs
En 1982, William Thompson est introduit au Temple de la renommée du Ski Canadien. En 2005, il est introduit au Temple de la renommée des sports de l'Université McGill,.

## Résultats

### Jeux olympiques
| Épreuve / Édition | St-Moritz 1928 |
| Combiné nordique  | Non classé     |
| Ski de fond 18 km | 38e            |

### Autres
William Thompson remporte en 1924, 1925 et 1926 le championnat universitaire canadien de ski de fond. En 1927, il termine deuxième et premier canadien du 10 km de ski de fond lors du championnat du Canada de ski.